# Mi ami
Mi ami è un singolo del rapper italiano Fasma, pubblicato il 5 luglio 2019 e realizzato insieme al rapper Papichulo e al produttore GG.

## Tracce
1. Mi ami – 2:32